# Glena muricolor
Glena muricolor là một loài bướm đêm trong họ Geometridae.